# Makarios III.
Makarios III. (13. srpna 1913, Panagia jako Michail Christodoulou Muskos – 3. srpna 1977, Nikósie) byl kyperský pravoslavný kněz, arcibiskup a státník.  
V letech 1959–1977 byl prvním prezidentem Kypru. Významně se podílel na vzniku samostatného Kypru a jako prezident přežil čtyři pokusy o atentát.

## Dětství a studia
Narodil se v malé vesnici Panagia v západní části Kypru jako Michael Christodulos Muskos. Ve třinácti letech se stal novicem kláštera Kykkos, odkud byl poslán na gymnázium v Nikósii a roku 1936 na teologickou fakultu do Athén. Po jejím ukončení roku 1942 studoval dva roky práva. V roce 1946 byl vysvěcen na kněze řecké pravoslavné církve a obdržel stipendium Světové rady církví k dalšímu studiu na univerzitě v Bostonu. Tam se roku 1948 dozvěděl o svém zvolení kytiónským metropolitou (biskupem) a odjel do vlasti, aby přijal svěcení. Roku 1950 se stal kyperským arcibiskupem a přijal mnišské jméno Makarios III.

## Politická činnost
V té době se postavil do čela lidového odporu proti britské koloniální správě a zprvu usiloval o sjednocení Kypru s Řeckem.
Podnikl pro svou vlast mnoho cest a zúčastnil se první konference afrických a asijských států v Bandungu roku 1955.
Na Kypru založil vlasteneckou organizaci mládeže PEON a organizoval protestní protibritské stávky a demonstrace.
V dubnu 1955 přešlo kyperské podzemní hnutí EOKA, vedené generálem Grivasem, k ozbrojenému boji.
Makarios usiloval s Brity uzavřít mírovou dohodu o jejich dobrovolném odchodu, ale byl 9. března 1956 deportován na Seychelské ostrovy. Za rok byl propuštěn na svobodu pod podmínkou, že se nevrátí na Kypr, a tak odjel do Athén, kde byl uvítán, jako představitel kyperské svobody. Vzhledem k pokračujícím partyzánským akcím na Kypru byla vláda Británie nucena navázat s Makariem styky a povolit mu návrat na Kypr (1. března 1959). Místo sjednocení s Řeckem začal Makarios podporovat samostatnost Kypru.
V dubnu téhož roku byl jmenován předsedou prozatímní vlády Kypru, ministrem zahraničí. Po londýnských a ženevských jednáních, v nichž se Británie vzdala Kypru jako své kolonie, byl 13. prosince 1959 zvolen prezidentem Kyperské republiky a Kypr se stal 97. členem OSN. V pozici prezidenta Kyperské republiky zastával nezávislou politiku a blízké vztahy udržoval se státy východního bloku. V roce 1966 s jeho pověřením odjel do Československa předseda kyperského parlamentu Glafkos Klerides, který v Praze vyjednal nákup zbraní pro nově se formující policejní jednotky Makaria. Roku 1973, když zahájil své třetí funkční období, musel čelit pokusu svatého synodu zbavit ho funkce prezidenta pro přílišnou pokrokovost arcibiskupského stolce. Teprve 5. července 1973 uznal svatý synod Makaria za hlavu kyperské ortodoxní církve. Makarios udržoval s Československem dobré vztahy a na podzim roku 1974 byla naplánována jeho návštěva Prahy, během níž mu měl být udělen řád Bílého lva a čestný doktorát Univerzity Karlovy. K tomu již ale nedošlo. Dne 15. července 1974, kdy na ostrově došlo k vojenskému převratu a k vylodění tureckých vojsk v severní části ostrova (ačkoliv na ostrově žilo jen 18% Turků). Makarios uprchl z bombardovaného prezidentského paláce v Nikósii a 17. července odletěl do Londýna. V pětiměsíčním exilu se zasazoval o mírové vyřešení situace na Kypru a o odchod všech cizích vojsk. Dne 7. prosince 1974 se vrátil do vlasti a opět se ujal prezidentské funkce, kterou vykonával až do smrti.

## Vyznamenání
- velkostuha Řádu Nilu – Egypt[3]
- velkokříž speciální třídy Záslužného řádu Spolkové republiky Německo – Německo[3]